# Eötvös Borcsa
Némethyné Eötvös Borcsa, Eötvös Borbála Anna (Pest, Belváros, 1834. március 14. (keresztelés) – Kispest, 1909. szeptember 21.) magyar színésznő, igazgató.

## Pályafutása
Eötvös János pesti asztalosmester és Bánovics Anna leányaként született. 1844. október 12-én a Nemzeti Színházban Szigligeti Ede Szökött katona című darabjában lépett először színpadra táncosként, ekkor még csupán 10 esztendősen. Érdekesség, hogy a darabban Petőfi Sándor is játszott. 1845. január 5-én mint kardalos kötötte meg első szerződését a Nemzeti Színházzal, ahol aztán 21 évig szerepelt. 1859. július 25-én Pesten a Terézvárosban feleségül ment Némethy György színészhez, esküvői tanúik Ráday Gedeon színházi intendáns és Tóth Kálmán író voltak. Eötvös Borcsa az 1860-as években érte el művészete tetőfokát. Sokoldalú művésznő volt, működött mint népszínmű-énekes és operettszubrett, vígjátéki színésznő és táncos. 1866. március 18-án vált meg a Nemzeti Színháztól, s hat évig vándorszínész volt. Ezután 1873-ban férjével együtt Szatmárnémetiben igazgatással foglalkoztak, majd 1880-ban végleg elbúcsúzott a színpadtól. Utolsó kívánsága volt, hogy férjével egy sírban nyugodhasson, amely kérését a rokonsága teljesítette. Sírja ma az Óbudai temetőben található.

## Fontosabb szerepei
- Zsuzsi (Szigeti József: Kísértet)
- Évi (Szigeti József: Cigány)
- Bianca (Shakespeare: Makrancos hölgy)
- Nanine (ifj. Alexandre Dumas: Gauthier Margit)
- Laura (Doppler Károly – Szigligeti Ede: A pünkösdi királyné)

## Működési adatai
1866–67: Károlyi; 1867–68: Latabár Endre; 1869–70: Szuper Károly; 1870–72: Szathmáry Károly; Sztupa Andor; 1872–73: Károlyi; 1876–77: Sztupa Andor; 1878: Kolozsvár. Igazgatóként: 1873: Nagybánya; 1873–74: Szatmár; 1874: Nyíregyháza, Nagykároly, Sopron, Győr, Szombathely, Esztergom; 1874–75: Szabadka; 1875: Sopron, Eger, Jászberény; 1875–75: Miskolc; 1877: Makó; 1877–78: Kecskemét; 1878–79: Kecskemét; 1879: Cegléd, Nagykőrös, Szolnok, Munkács, Hajdúszoboszló, Homonna; 1879–80: Sárospatak.